# Conrad Weiser
Conrad Weiser (* 2. November 1696 in Affstätt; † 13. Juli 1760 im Conrad Weiser Homestead bei Womelsdorf, Province of Pennsylvania) aus Württemberg war in Pennsylvania als Siedler, Dolmetscher und Diplomat in den Angelegenheiten zwischen der Kolonisten und den Irokesen tätig, insbesondere im Franzosen- und Indianerkrieg (1754–1763) während des Siebenjährigen Krieges (1756–1763). Zudem war er Bauer, Soldat, Mönch, Gerber und Richter.

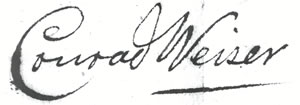

## Leben
Weiser wurde geboren am Dienststandort seines Vaters Johann Konrad Weiser Senior (1662–1746), der bei den Württembergischen Blauen Dragonern in der Nähe von Herrenberg diente, worauf der Vater den Militärdienst quittierte und samt seiner Familie an seinen Geburtsort Großaspach zurückkehrte. Nachdem das Land und Leute durch Franzoseneinfälle wie im Pfälzischen Erbfolgekrieg verheert worden war, und auch Krankheiten sowie strenge Winter zu beklagen waren, starb die Mutter Anna Magdalena geb. Übele am 1. Mai 1709 während ihrer 15. Schwangerschaft an der Gicht. Daraufhin verließ der protestantische Großaspacher am 24. Juni mit acht seiner Kinder die Heimat und nahm an der Massenauswanderung der Pfälzer (1709) teil. In Nordamerika angekommen sollten die Einwanderer zunächst vereinbarungsgemäß die Kosten ihrer Schiffspassage abarbeiten, was sich aber als nicht rentabel erwies. Im September 1712 stellte die Regierung die Zahlungen an die Ansiedler ein und überließ diese ihrem Schicksal. Vater Weiser brachte seine Familie in das Schoharie County. Auf Vorschlag eines Häuptlings der Mohawk blieb der sechzehnjährige Conrad bis Juli 1713 bei den Ureinwohnern, um deren Sprache und Gebräuche kennenzulernen.
Am 22. November 1720 heiratete der 24-Jährige die junge Deutsche Anna Eva Feck. Im Jahr 1723 zog das Paar den Susquehanna River hinab nach Süden und siedelte auf einer Farm in Tulpehocken beim heutigen Reading (Berks County, Pennsylvania). Sie bekamen 14 Kinder, wovon sieben das Erwachsenenalter erreichten. Die Tochter Anna Maria heiratete Henry Melchior Mühlenberg.
Im Laufe seines Lebens spielte Weiser eine wichtige Rolle in der Indianerpolitik der Kolonie Pennsylvania. Als Dolmetscher war er bei den Verhandlungen zu mehreren Verträgen beteiligt.

## Erinnerung

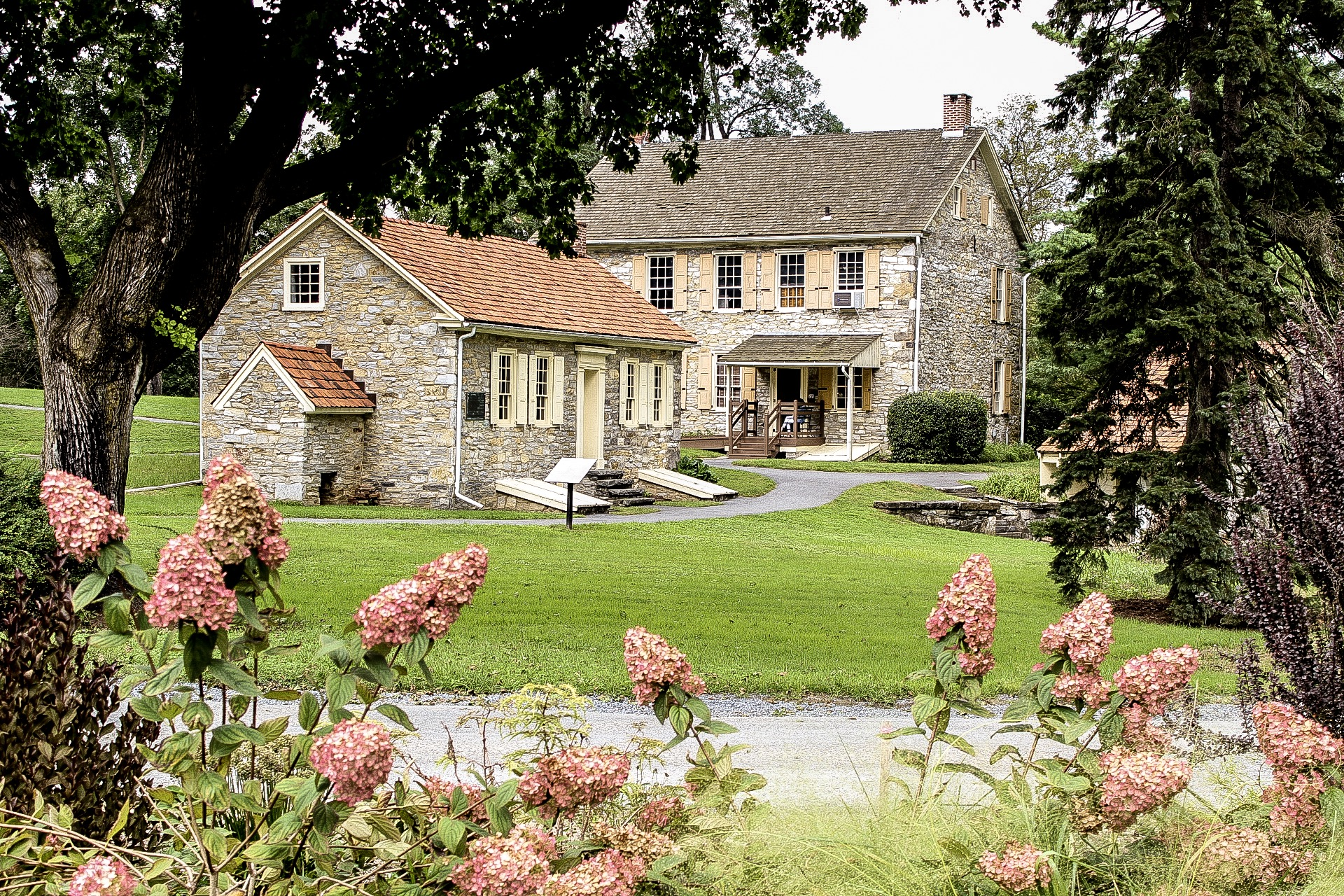
Conrad Weiser Homestead

Der Staat ehrte ihn durch Ausweisung seiner letzten Heimstätte als „Conrad Weiser Homestead state historic site“. Auch der insgesamt 72 km² große, aus mehreren Teilen bestehende Weiser State Forest wurde nach ihm benannt. Im Mai 2010 wurde beschlossen, die bislang namenlose Grund- und Hauptschule Großaspach als „Conrad-Weiser-Schule“ zu taufen, da dieser „Konfliktbewältigungsfähigkeit bewiesen habe, worauf ja heute vor allem auch in der Schule geachtet werde“. In Großaspach gibt es bereits eine Konrad-Weiser-Straße, die nach dem Vater benannt worden ist. Am 23. Juli 2010 wurde im Rahmen eines Schulfestes die Grund- und Hauptschule mit Werkrealschule nach ihm benannt.
In Affstätt existiert eine Conrad-Weiser-Straße.